# Leiferde (Braunschweig)
Leiferde ist der südlichste Stadtteil Braunschweigs. Nachbarstadtteile sind Stöckheim im Osten sowie Rüningen im Norden. Leiferde gehört zum Stadtbezirk 211, bis 2021 Stöckheim-Leiferde, seitdem Braunschweig-Süd, und ist der statistische Bezirk Nr. 73.

## Geographie
Der Ort liegt am Westufer der Oker an den Höhen des Naturraums Thieder Lößhügelland, das sich im Südwesten zum Thieder Lindenberg und im Westen zu der Kreideformation des Geitelder Bergs bis auf (111 m ü. NHN) erhebt. Der Leiferder Kirchhof liegt auf etwa 75 m Höhe. Die Feldmark erstreckt sich in Nord-Süd-Richtung zwischen Rüningen und dem zu Wolfenbüttel gehörenden Groß Stöckheim und umfasst neben der durch Wiesen geprägten Okeraue vor allem fruchtbare Lössböden. Die Ostgrenze bildet die teilweise noch mäandrierende Oker.
Aus Richtung Westen fließt dem Ort und der Oker der Thiedebach zu und wird westlich des Ortskerns von der historischen Fernstraße Braunschweig–Frankfurt, der heutigen Bundesstraße 248 überquert. Ebenfalls aus Richtung Steterburg führt der Deiweg heran, der bereits früher bei der Fischerbrücke die Oker Richtung Stöckheim
kreuzte.

## Geschichte
Leiferde wurde im Jahr 1176 erstmals urkundlich unter dem Namen Lefvorde erwähnt, der aus dem Grundwort -furt und dem althochdeutschen Bedeutungswort leo für Hügel, Damm abgeleitet wird.
Im Dreißigjährigen Krieg wurde der Ort sehr stark zerstört. An der Oker wurde bereits 1276 eine Mühle erwähnt, deren Freiflut in den Kulkegraben mündete. Für das Jahr 1283 ist der Ortsname Thiedebach als Vorwerk des Klosters Steterburg erwähnt und ab 1586 eine Ziegelei mit Kalkbrennerei am Thiedebach. Seit 1606 ist das Alte Zollhaus bezeugt, auf dessen Gelände an der B 248 noch heute ein Hof vorhanden ist.
1974 wurde Leiferde im Zuge der Gebietsreform als nun südlichster Stadtteil aus dem Landkreis Wolfenbüttel in die kreisfreie Stadt Braunschweig eingemeindet.
Etwa zur gleichen Zeit setzte mit den Siedlungen Im Rübenkamp oder später am Thiedebacher Weg eine rege Neubautätigkeit ein, die in kurzer Zeit zu einer Verdoppelung der Einwohnerzahl führte. Dennoch hat sich Leiferde seinen dörflichen Charakter erhalten können.
Seit Mitte des 19. Jahrhunderts wurden in Leiferde, wie auch in weiteren Teilen des Braunschweiger Landes, Zuckerrüben angebaut. Die Saat wurde üblicherweise von Hand ausgebracht, oftmals durch die Mitarbeit von Schulkindern auf den Feldern. Erst die Erfindung der Rübendrillmaschine durch den Leiferder Kantor Ludwig Lüders löste die maschinelle Aussaat die Handsaat im Rübenanbau ab. Lüders entwarf und baute seine Maschine (1850–55, offizielle Vorführung 1860), um sich die Bestellung des großflächigen Schulgartens zu erleichtern. Er erhielt auf diese Erfindung ein Braunschweigisches Patent und gewann den Ersten Preis bei einem Wettbewerb in Mahndorf.

## Heutige Situation
Laut Melderegister lebten am 31. Dezember 2022 1869 Menschen in Leiferde. Die Einwohnerzahl ist in den 1960er Jahren durch die Siedlung Im Rübenkamp und ab 2005 durch weitere Neubaugebiete südlich der B 248 gewachsen, und zwar zwischen 1990 und 2021 um 116 Personen. Sie ist aber trotz des Baugebiets Am Rapskamp Ende 2019 mit 1923 Personen geringer als 2017. Es gibt in Leiferde keine lokalen Einkaufsmöglichkeiten mehr; die nächsten Supermärkte befinden sich in den Nachbarstadtteilen Rüningen und Stöckheim.

## Kultur und Bildung

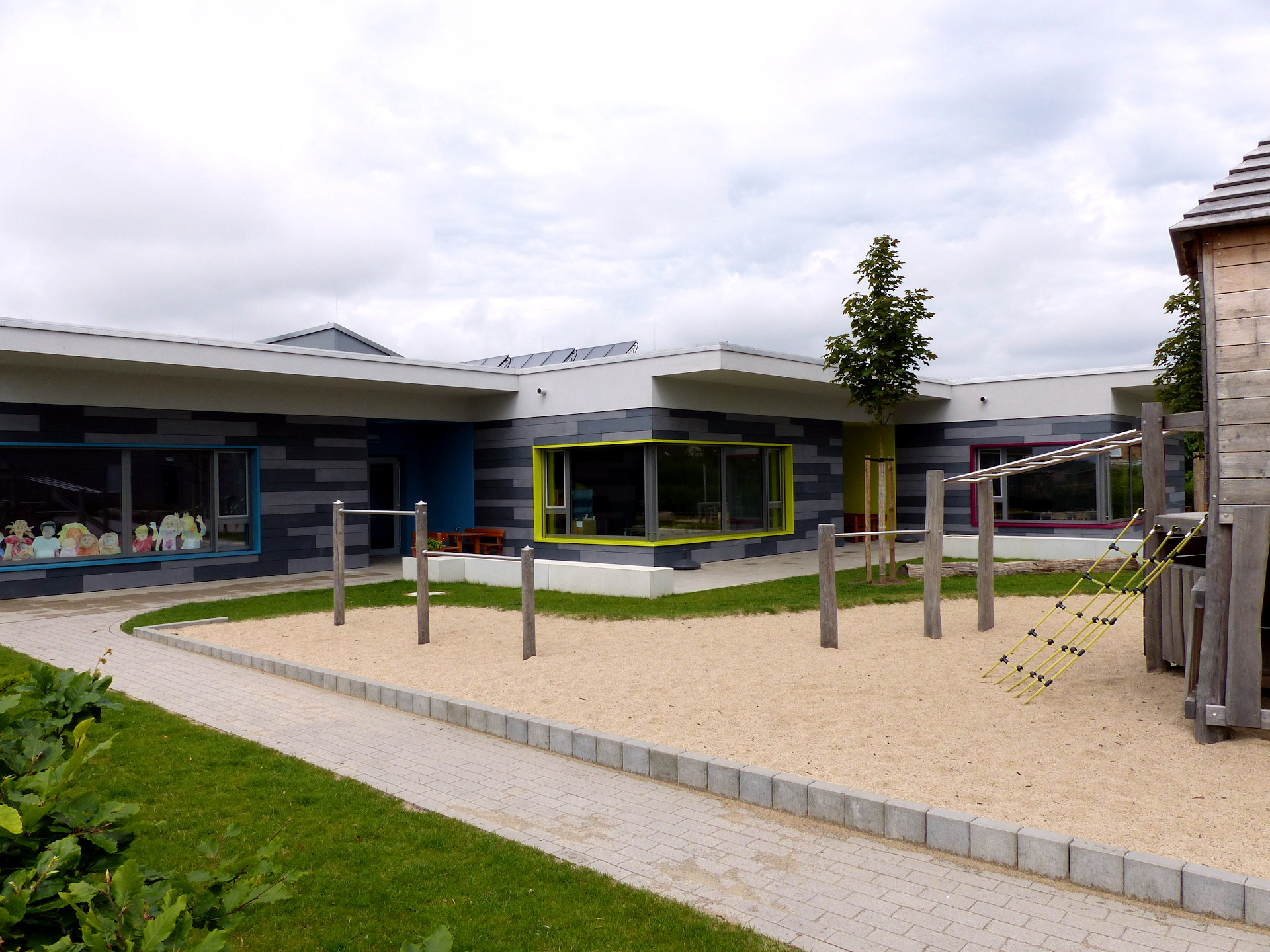
2016 eingeweihter Neubau der Kindertagesstätte Leiferde.

### Bildung
Folgende Bildungseinrichtungen gibt es in Leiferde:
- eine Grundschule
- eine Kindertagesstätte
- ein Jugendzentrum sowie
- eine Ortsbücherei.

### Kirche
Im Jahre 1864 erhielt Leiferde eine schlichte, nach Plänen des Kirchenkreisbaumeisters Carl Müller im neuromanischen Stil erbaute Kirche. Sie wurde am 14. Mai 1865 geweiht und erhielt im Jahre 1999 den offiziellen Namen St. Christophorus-Kirche. In der Kirche ist eine Holztafel aus dem Dreißigjährigen Krieg (1618–1648) angebracht, die an den schwedischen Oberst David Sibbald erinnert, der am 19. Juni 1641 einer Schussverletzung erlag.

### Vereinsleben
Seit 1957 besteht der Musikzug Leiferde e. V. Bestand der junge Spielmannszug anfangs aus 2 Trommlern und 8 Pfeifern, stieg der Verein im Jahre 1966 auf Blasinstrumente um.
Zu den etwa 50 Auftritten pro Jahr im Stadtgebiet Braunschweig und Umland zählen sowohl Zapfenstreiche, Umzüge, aber auch verstärkt eigenständige Konzerte.

## Verkehr

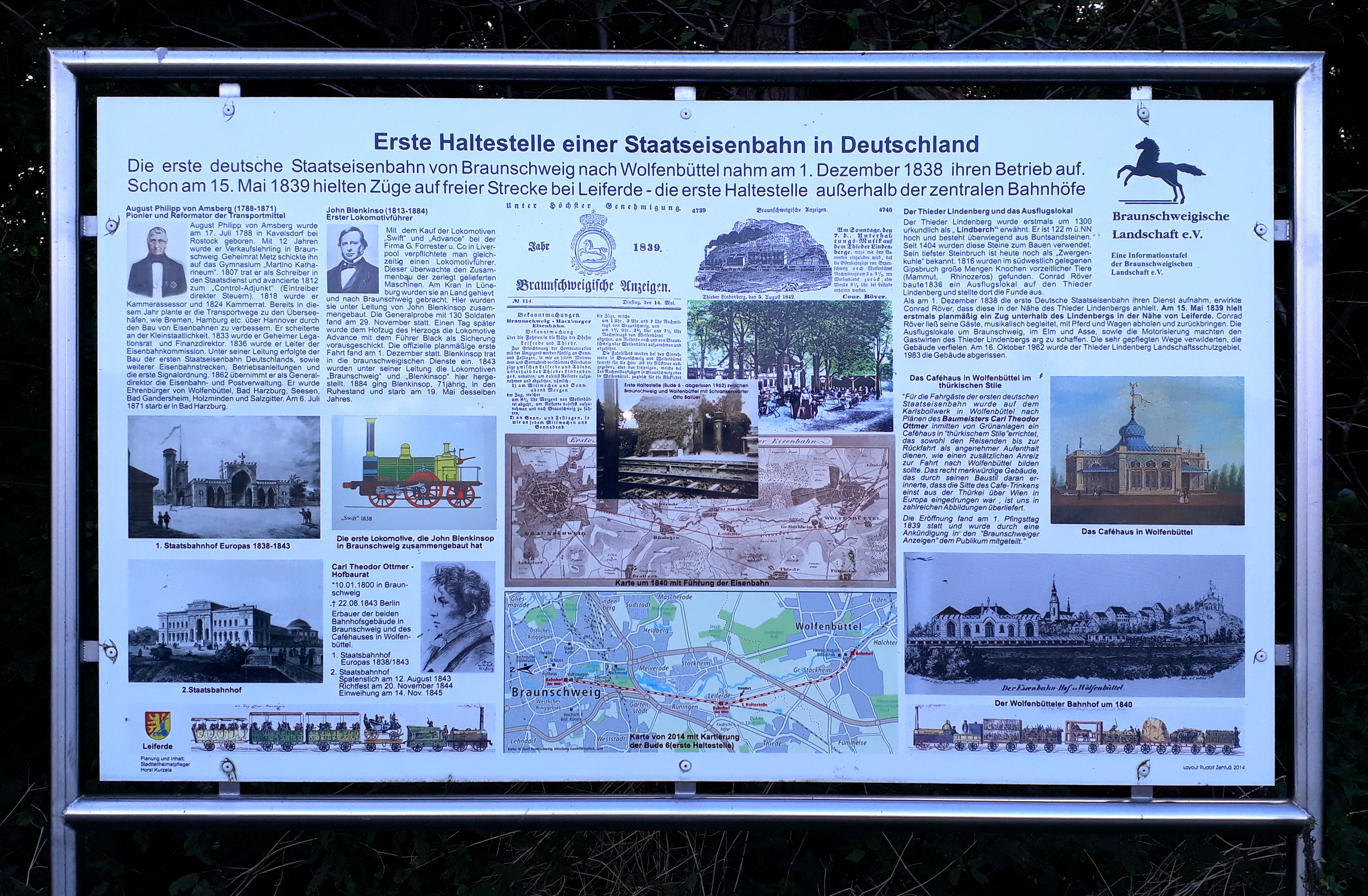
Informationstafel der Braunschweigischen Landschaft zum historischen Eisenbahn-Haltepunkt am Thieder Lindenberg

### Straßenverkehr
Am westlichen Rand von Leiferde verläuft die Bundesstraße 248, die weiter nach Salzgitter bzw. Braunschweig führt. Etwa einen Kilometer nordwestlich von Leiferde befindet sich die Anschlussstelle BS-Rüningen-Süd an der Bundesautobahn 39. Der östlich gelegene Ortsteil Stöckheim verfügt über einen Anschluss an die Bundesautobahn 36.
Die Buslinie 413 der Braunschweiger Verkehrs-GmbH verkehrt zwischen Leiferde und Bevenrode. Innerhalb von 20 Minuten erreicht man damit die Braunschweiger Innenstadt im 30-Minuten-Takt. An der B 248 liegt die Haltestelle Thiedebach der KVG Braunschweig, wo halbstündlich, am Wochenende stündlich, die Linie 620 nach SZ-Thiede und Braunschweig fährt.
Im Juni 2016 wurde die Fischerbrücke zwischen Leiferde und Stöckheim wegen Baufälligkeit für den Autoverkehr gesperrt, so dass dieser zwischen den Ortsteilen über die Rüninger Okerbrücke umgeleitet wird. Über die Lage und Ausgestaltung einer neuen Brücke gab es Interessenkonflikte zwischen den Anliegern, dem Stadtbezirksrat und der Stadtverwaltung, für die eine Lösung gefunden wurde. Der Neubau endete im Dezember 2023.

### Schienenverkehr
Die erste deutsche staatliche Eisenbahnstrecke von Braunschweig nach Wolfenbüttel hatte am Thieder Lindenberg seit dem 15. Mai 1839 einen Haltepunkt. Später befand sich im Ort bis 1974 ein Bahnhof. Aktuell (2022) ist in Leiferde nur noch eine Abzweigstelle vorhanden.

## Personen und Persönlichkeiten
- Ludwig Lüders (* 21. März 1822, † 2. März 1908) erfand 1855 die Rübenkernlegemaschine.[9]

## Wappen
Das Wappen ist diagonal geteilt und zeigt in der oberen Hälfte einen steigenden Löwen in Gold auf rotem Hintergrund und in der unteren die von Ludwig Lüders erfundene Rübenkernlegemaschine in Blau auf goldenem Grund.
Der Löwe symbolisiert hierbei die frühere Beziehung der Ortschaft zu den welfischen Herzögen der Stadt Wolfenbüttel. Die blaue Saatmaschine ist ein Andenken an den Leiferder Kantor Ludwig Lüders, der den Rübenanbau revolutionierte.
Das Wappen wurde von Wilhelm Krieg entworfen und am 13. Oktober 1980 vom Ortsrat angenommen.